# Universiade d'été de 2015
Navigation
Édition précédente Édition suivante
Les Universiades d'été de 2015, officiellement connus comme les  XXVIIIe Universiades d'été se déroulent du 3 au 14 juillet 2015 à Gwangju, en Corée du Sud. Organisé par la FISU, l'événement rassemble 199 pays.

## Disciplines
- Athlétisme
- Aviron
- Badminton
- Baseball
- Basket-ball
- Escrime
- Football
- Golf
- Gymnastique
- Handball
- Judo
- Natation
- Plongeon
- Taekwondo
- Tennis
- Tennis de table
- Tir
- Tir à l'arc
- Volley-ball
- Water polo